# Episparis docta
Episparis docta là một loài bướm đêm trong họ Erebidae.